# Henrique Oswald
Henrique José Pedro Maria Carlos Luis Oswald (født 14. april 1852 i Rio de Janeiro, Brasilien - død 9. juni 1931) var en brasiliansk komponist, pianist, lærer og professor.
Oswald, der havde schweiziske og italienske aner, studerede komposition privat i São Paulo og senere i Firenze, hvor han boede i 30 år. Han bosatte sig igen i Rio de Janeiro i 1911 og blev lærer og senere professor i klaver på Instituto Nacional de Musica.
Oswald har skrevet to symfonier, orkesterværker, klaverstykker, operaer, kammermusik, instrumentalkoncerter etc.

## Udvalgte værker
- Symfoni nr. 1 (1910) - for orkester
- Symfoni nr. 2 (19?) - for orkester
- Sinfonietta (1890) - for orkester
- Klaverkoncert (19?) - for klaver og orkester
- Violinkoncert (19?) - for violin og orkester